# Marquess of Sligo

Wappen des Marquess of Sligo

Marquess of Sligo  ist ein erblicher britischer Adelstitel in der Peerage of Ireland.
Familiensitz der Marquesses ist Westport House bei Westport im County Mayo in Irland.

## Verleihung und nachgeordnete Titel
Der Titel wurde am 29. Dezember 1800 von König Georg III. für den irischen Politiker John Browne, 3. Earl of Altamont, geschaffen.
Der 1. Marquess hatte bereits 1780 von seinem Vater die Titel 3. Earl of Altamont, in the County of Mayo, 3. Viscount Westport, of Westport in the County of Mayo, und 3. Baron Mount Eagle, of Westport in the County of Mayo, geerbt, die seinem Großvater am 4. Dezember 1771, 24. August 1768 bzw. 10. September 1760 in der Peerage of Ireland verliehen worden waren.
Am 20. Februar 1806 wurde dem 1. Marquess auch der Titel Baron Monteagle, of Westport in the County of Mayo, verliehen. Dieser gehört zur Peerage of the United Kingdom und berechtigte im Gegensatz zu den irischen Titeln bis 1999 unmittelbar zu einem Sitz im britischen House of Lords.
Der 6. Marquess erbte 1916 beim kinderlosen Tod seines Verwandten Hubert de Burgh-Canning, 2. Marquess of Clanricarde den Titel 4. Earl of Clanricarde, der am 29. Dezember 1800 in der Peerage of Ireland dem Schwiegervater des 2. Marquess of Sligo verliehen worden war. Alle vorgenannten Titel sind bis heute nachgeordnete Titel des jeweiligen Marquess.

## Liste der Earls of Altamont und Marquesses of Sligo

### Earls of Altamont (1771)
- John Browne, 1. Earl of Altamont (um 1709–1776)
- Peter Browne, 2. Earl of Altamont (um 1731–1780)
- John Denis Browne, 3. Earl of Altamont (1756–1809) (1800 zum Marquess of Sligo erhoben)

### Marquesses of Sligo (1800)
- John Browne, 1. Marquess of Sligo (1756–1809)
- Howe Browne, 2. Marquess of Sligo (1788–1845)
- George Browne, 3. Marquess of Sligo (1820–1896)
- John Browne, 4. Marquess of Sligo (1824–1903)
- Henry Browne, 5. Marquess of Sligo (1831–1913)
- George  Browne, 6. Marquess of Sligo (1856–1935)
- Ulick Browne, 7. Marquess of Sligo (1898–1941)
- Arthur Browne, 8. Marquess of Sligo (1867–1951)
- Terence Browne, 9. Marquess of Sligo (1873–1952)
- Denis Browne, 10. Marquess of Sligo (1908–1991)
- Jeremy Browne, 11. Marquess of Sligo (1939–2014)
- Sebastian Browne, 12. Marquess of Sligo (* 1964)

Titelerbe (Heir Apparent) ist der Sohn des jetzigen Marquess, Christopher Browne, Earl of Altamont (* 1988).